# Goosebumps (ep)
Goosebumps is een ep van de Britse band Bastille. De ep werd uitgegeven op 4 december 2020. Bastille had de ep niet van tevoren aangekondigd die dan ook als een verrassing kwam voor de fans. De ep bevat drie nummers en twee alternatieve versies die werden opgenomen in One Eyed Jack's, de eigen studio van de band.

## Productie
De titelsong werd opgenomen in samenwerking met de Amerikaanse producer Kenny Beats waar de bandleden fan van zijn. Bastille koos voor deze samenwerking omdat ze volgens frontman Dan Smith "a throwback R&B song and something a bit more playful" wilden maken. Voor het nummer What You Gonna Do??? werd samengewerkt met de singer-songwriter Graham Coxon (Blur). Het nummer werd op 30 juli 2020 als single uitgebracht. Op 22 september verscheen Survivin' als single.

## Ontvangst
Volgens Josiah Cottle van mxdwn bevat de ep kwalitatief hoogwaardige nummers met slechts enkele kanttekeningen. Hij noemde de ep een licht in de duistere tijden van de coronapandemie waarin mensen wegens maatregelen binnen moeten blijven. Cottle merkte verder op dat Bastille's artistieke visie "even in this short collection of songs" doorschemert. Kate Wrzodek van The Honey POP was zeer te spreken over de ep en noemde de vijf nummers "masterpieces". Alex Herron van The Pulp Conversation was minder enthousiast. Hij noemde de ep "slightly underwhelming compared to much of the groups other works".

## Nummers
| Nr. | Titel                                   | Schrijver(s)                                   | Duur |
| --- | --------------------------------------- | ---------------------------------------------- | ---- |
| 1.  | Goosebumps feat. Kenny Beats            | Dan Priddy, Dan Smith, Kenny Beats, Mark Crew  | 2:47 |
| 2.  | Survivin'                               | Dan Priddy, Dan Smith, Mark Crew, Phil Plested | 2:53 |
| 3.  | What You Gonna Do??? feat. Graham Coxon | Dan Smith, Graham Coxon, Mark Crew             | 2:11 |
| 4.  | Survivin' (One Eyed Jack's Session)     | Dan Priddy, Dan Smith, Mark Crew, Phil Plested | 3:24 |
| 5.  | Goosebumps (One Eyed Jack's Session)    | Dan Priddy, Dan Smith, Kenny Beats, Mark Crew  | 2:47 |